# Altenboitzen
Altenboitzen ist ein Stadtteil von Walsrode im Landkreis Heidekreis, Niedersachsen.

## Geografie
Das Dorf liegt südwestlich des Hauptortes in der Lüneburger Heide. Durch Altenboitzen fließt der Jordanbach, der weiter südwestlich in die Böhme mündet.
In Altenboitzen gibt es keine Straßenbezeichnungen, sondern nur Hausnummern, nach denen sich Einwohner, Postboten, Lieferanten und Besucher orientieren müssen.

## Geschichte
Am 1. März 1974 wurde Altenboitzen in die Stadt Walsrode eingegliedert.

## Politik
Ortsvorsteher ist Stephan Rengstorf.

## Kultur und Sehenswürdigkeiten
Altenboitzen wurde im Jahre 2001 im Wettbewerb Unser Dorf hat Zukunft eines der schönsten Dörfer in Niedersachsen. Der Ort liegt an der Bahnstrecke Verden (Aller)–Walsrode Nord der Verden-Walsroder Eisenbahn, die seit 1910 besteht. Sie wurde bis zur Stilllegung zwischen Bomlitz und Altenboitzen auch Jordan-Bomlitz-Bahn genannt. Seit 2012 hat die Bahnstrecke Hollige West – Böhme einen neuen Eigentümer und wurde auf 600 mm Spurweite umgespurt. Auf der Strecke fahren seither Schmalspurdraisinen gemeinsam mit einem Kleinbahnzug, der von Diesel- und fallweise Dampfloks gezogen wird. Von Mai bis 3. Oktober werden täglich Draisinenfahrten für die Gäste durchgeführt.
siehe auch Liste der Baudenkmale in Walsrode (Außenbezirke)#Altenboitzen